# Anthurium andraeanum
Anthurium andraeanum es una especie de angiosperma de la familia Araceae que es nativa de Colombia y Ecuador. Ganadora del Premio al Mérito de Jardín de la Royal Horticultural Society, es una de las plantas que está en la lista del Estudio de Aire Limpio de la NASA como efectivas en la eliminación de formaldehído, xileno, tolueno y amoníaco del aire.

## Descripción

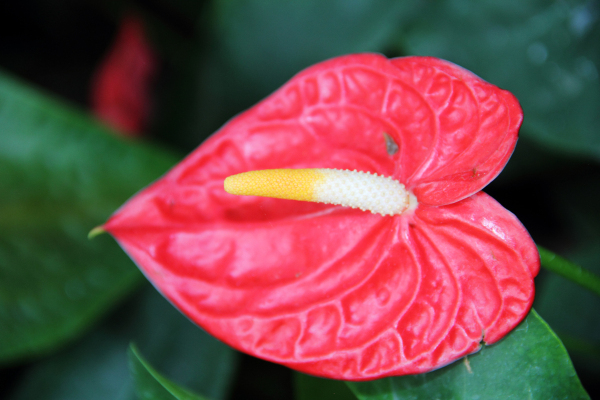
Primer plano de la espata

Es una planta perenne monocotiledónea que prefiere climas cálidos, sombríos y húmedos, como las selvas tropicales. Su rasgo más característico como ornamental es su espata de colores brillantes y la inflorescencia sobresaliente llamada espádice.
Es una planta de porte bajo con hojas enteras, cardioides o acorazonadas, generalmente reflejas, de base cordada, ápice acuminado o cúspide, que nacen de un pecíolo cilíndrico 30–40 cm de largo.
La espata es cartílago-cerosa, de colores brillantes (rojo, rosa) y de 8 a 15 cm de largo, excluyendo la inflorescencia (el espádice ), que mide 7–9 cm de largo, similar a un candelabro, de color blanco o amarillo, erecta y lleva varia flores hermafroditas. Estas incluyen un perianto con cuatro segmentos y estambres con una malla comprimida. La floración se extiende durante todo el año.
El fruto es una baya carnosa.

## Distribución
Originaria de Ecuador y suroeste de Colombia, también está naturalizada en otras partes del mundo. Se encuentra en el Caribe y Reunión. Se cultiva como planta ornamental en forma de muchos híbridos o variedades hortícolas. Se utiliza comúnmente para hacer ramos de flores.

## Toxicidad
Toda la planta es tóxica. Contiene saponinas y cristales de oxalato de calcio, en finas agujas, capaces de penetrar en las mucosas y provocar irritaciones dolorosas. Es tóxico para todos los mamíferos: un fragmento llevado a la boca puede causar irritación severa de la boca y la garganta. El contacto con un ser humano causa eritema, ampollas y, si se ingiere: salivación, dificultad para tragar y vómitos.

## Galería

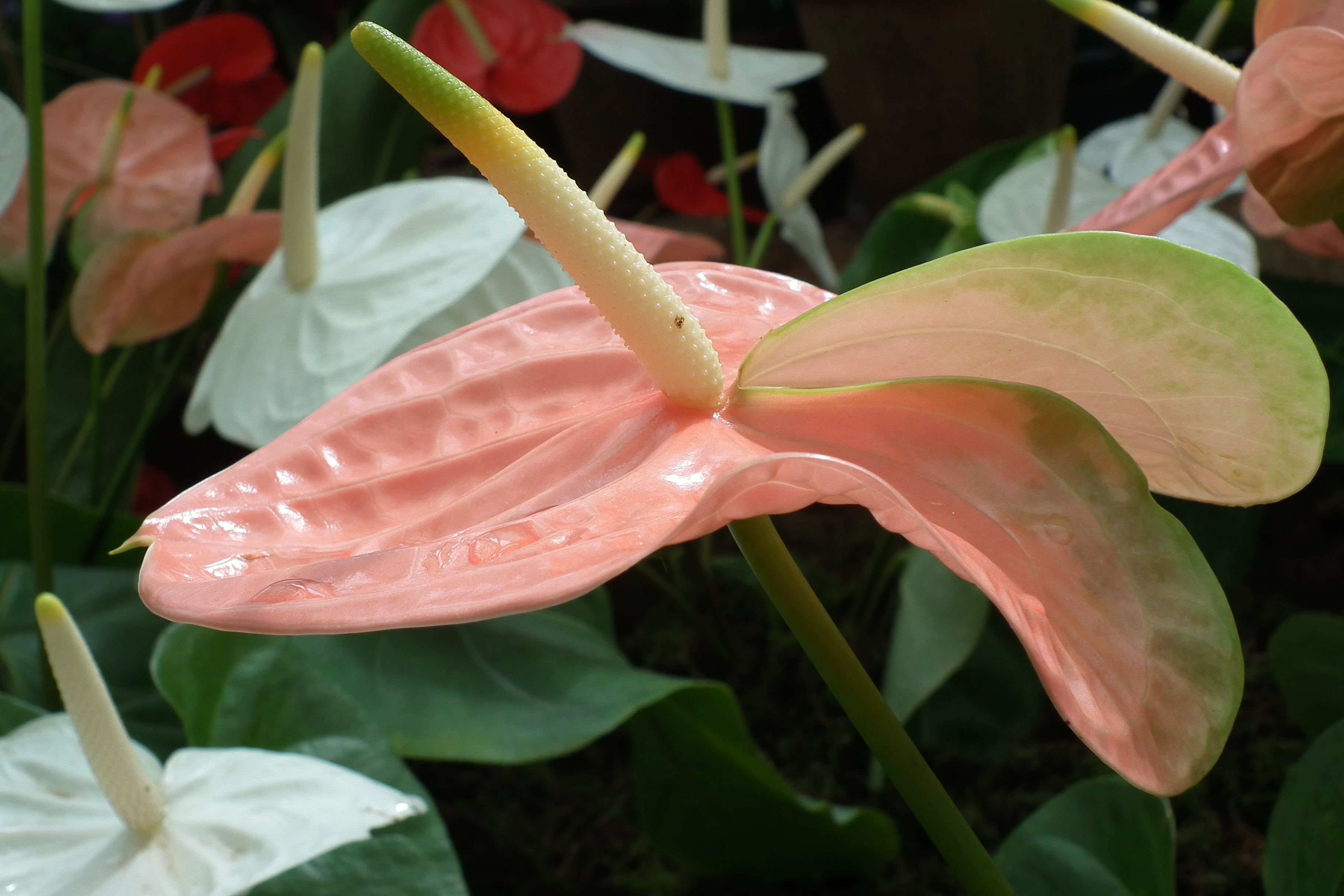
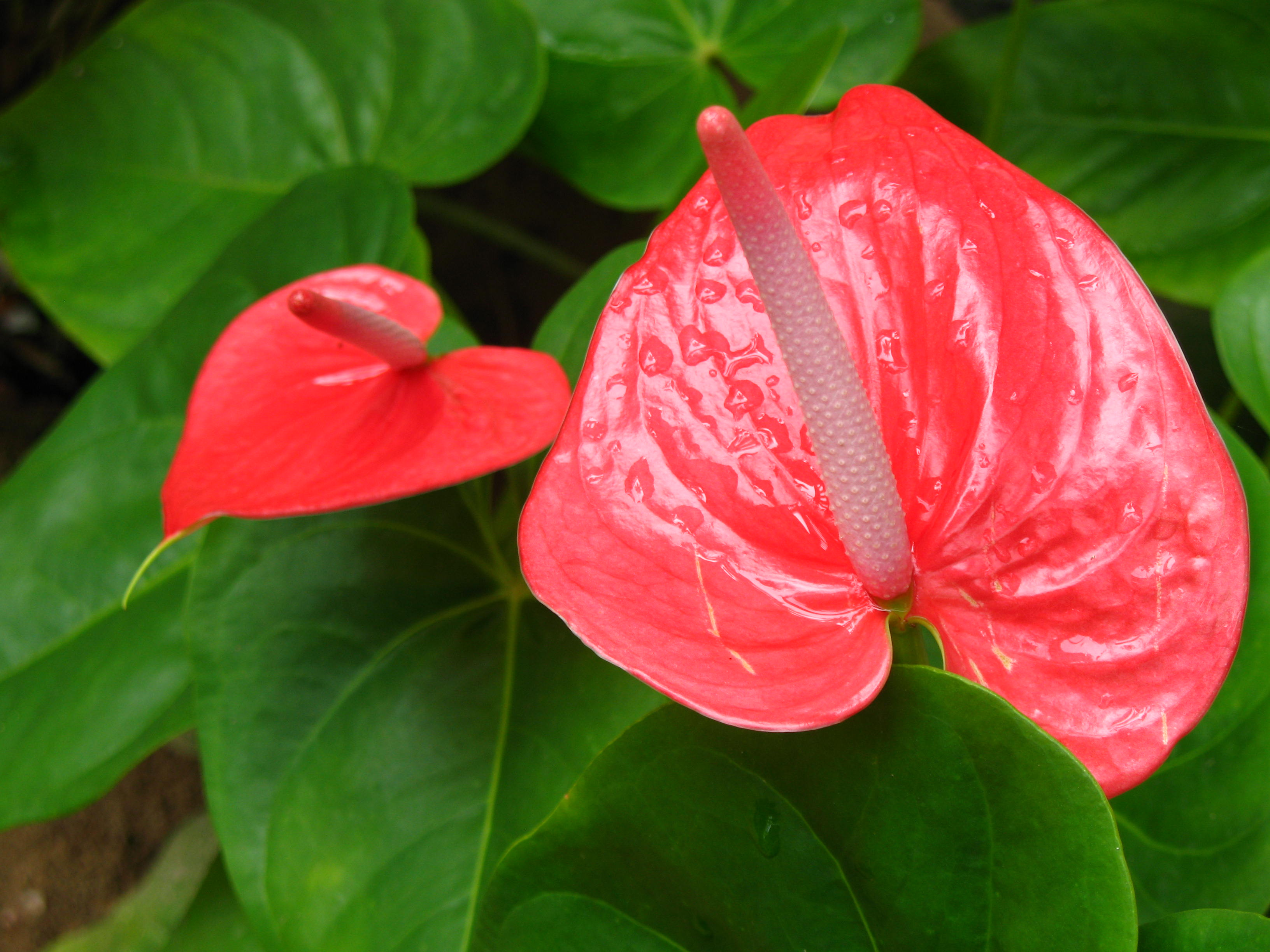
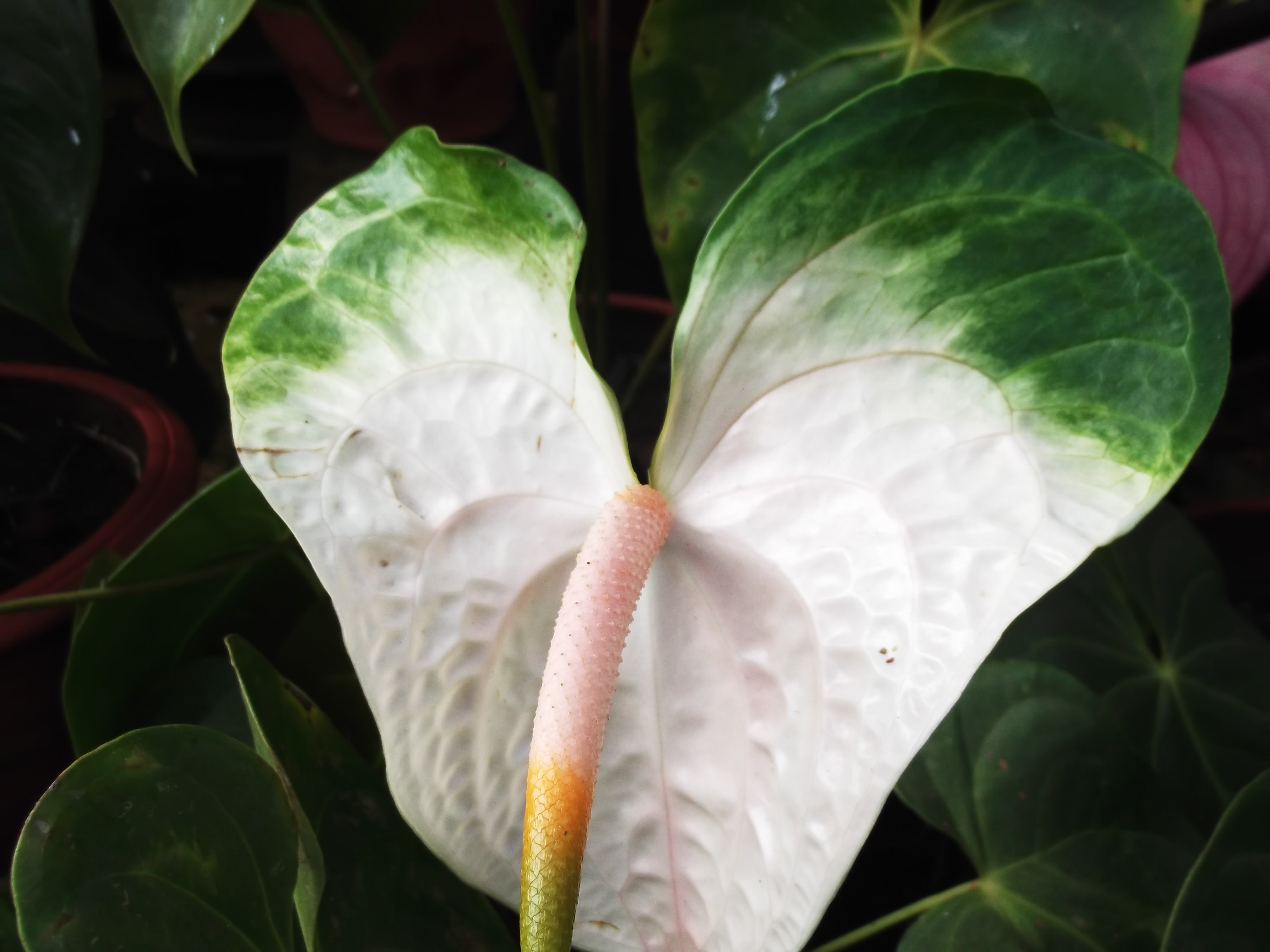
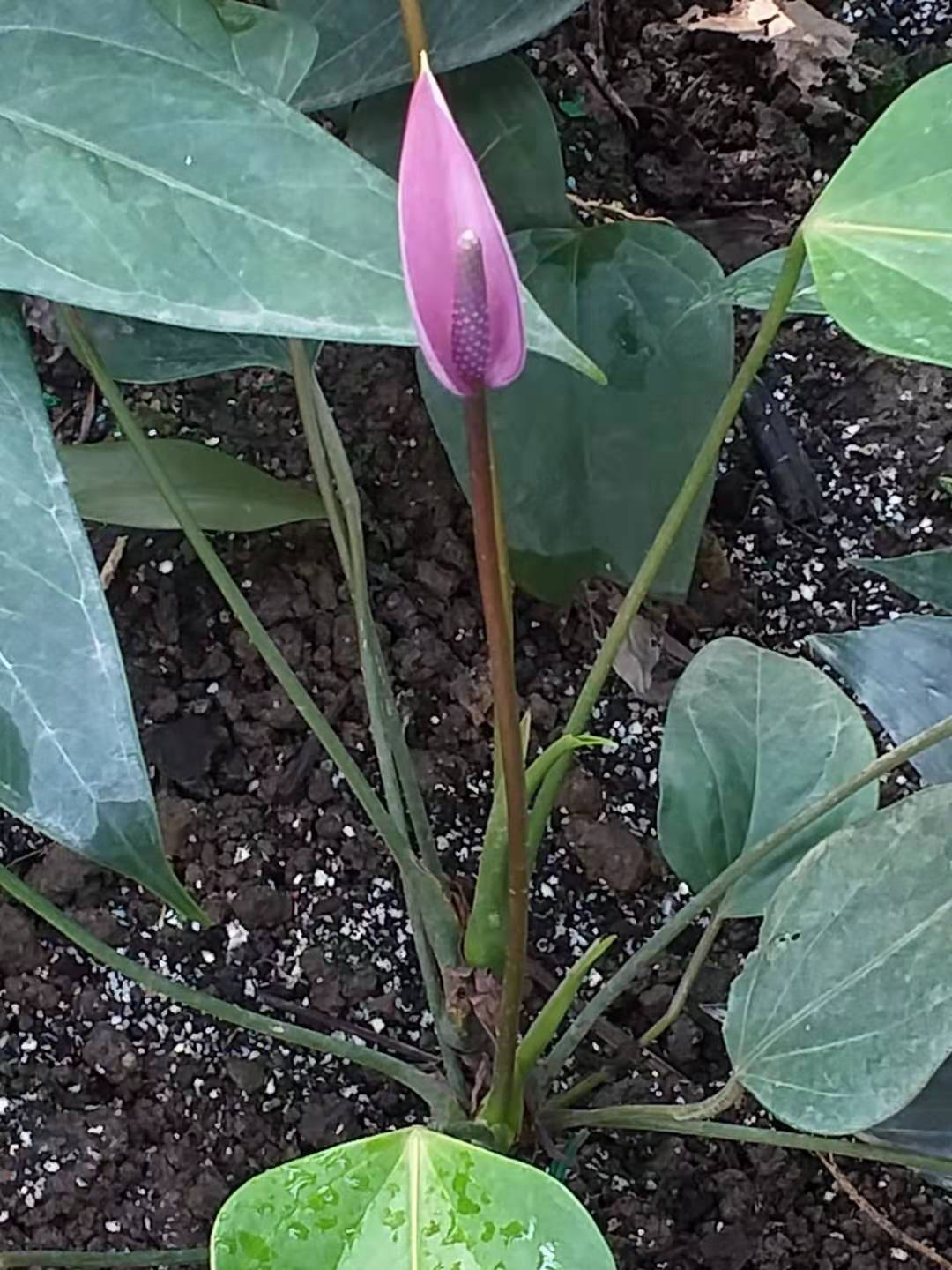